# Центральна міська бібліотека імені О. Пушкіна (Євпаторія)

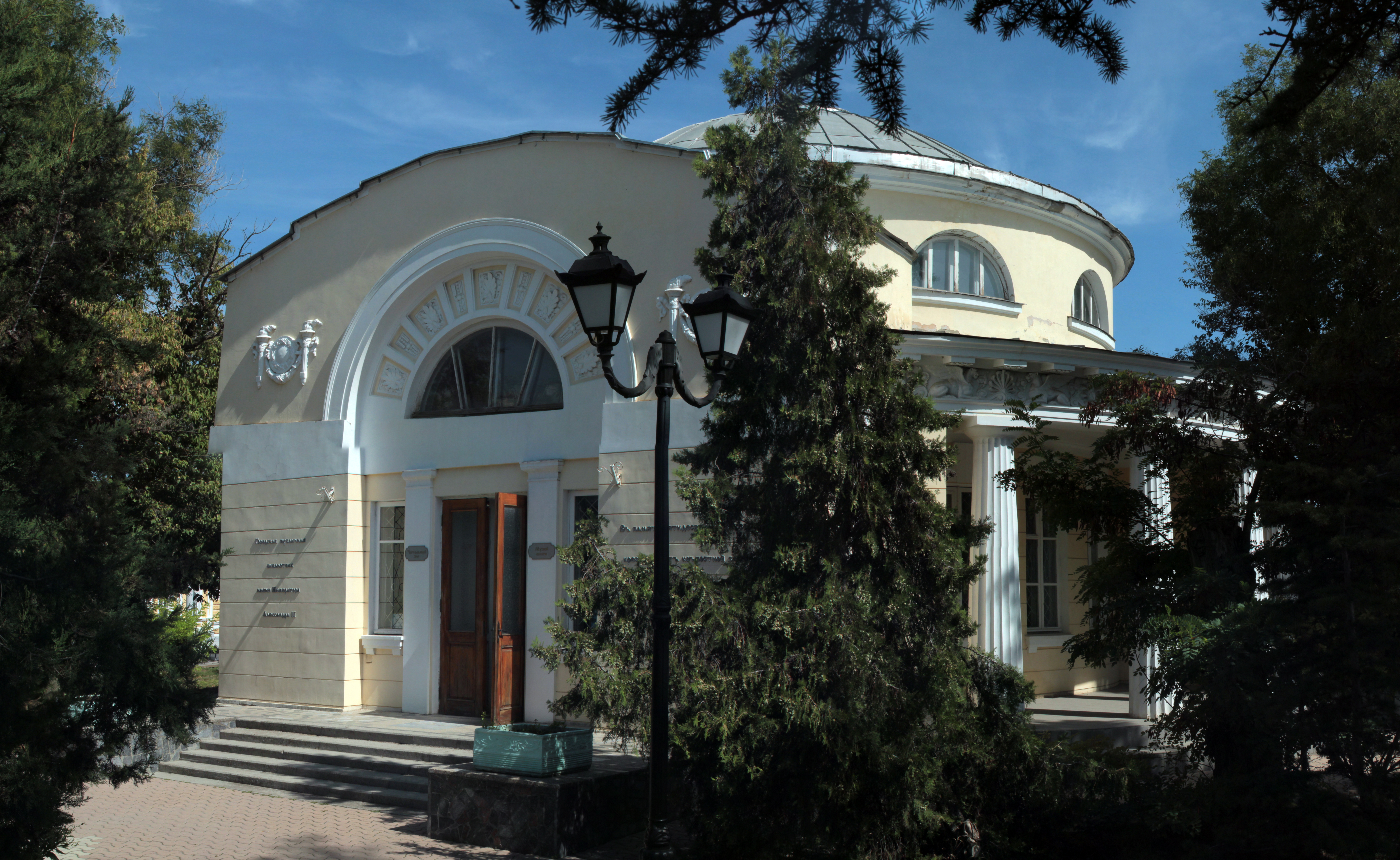
0308-Bibliotek

Центральна міська бібліотека імені О. Пушкіна — центральна міська бібліотека Євпаторії. Фонд бібліотеки налічує понад 90 000 примірників книг і періодичних видань. Щорічно підписує 84 найменування журналів і газет. Фонд рідкісних і цінних видань налічує 600 екземплярів.